# Het Wakend Oog
Het Wakend Oog is een wachthuisje aan de haven van West-Terschelling. 
Het diende om de vissers van het eiland bescherming te bieden als zij bij zuidelijke stormen hun drooggevallen schepen moesten bewaken. Het oorspronkelijke gebouw was opgetrokken uit wrakhout, In 1882 werd het door de zoon van burgemeester Pierre Eschauzier van Terschelling herbouwd en opgetrokken uit steen. Het gebouw is mogelijk herbouwd om als vrijmetselaarstempel te kunnen dienen. In en op het gebouw bevinden zich diverse vrijmetselaarssymbolen, zoals het Alziend oog, passer en winkelhaak en als hoogste punt op het dak geplaatste piramides. 

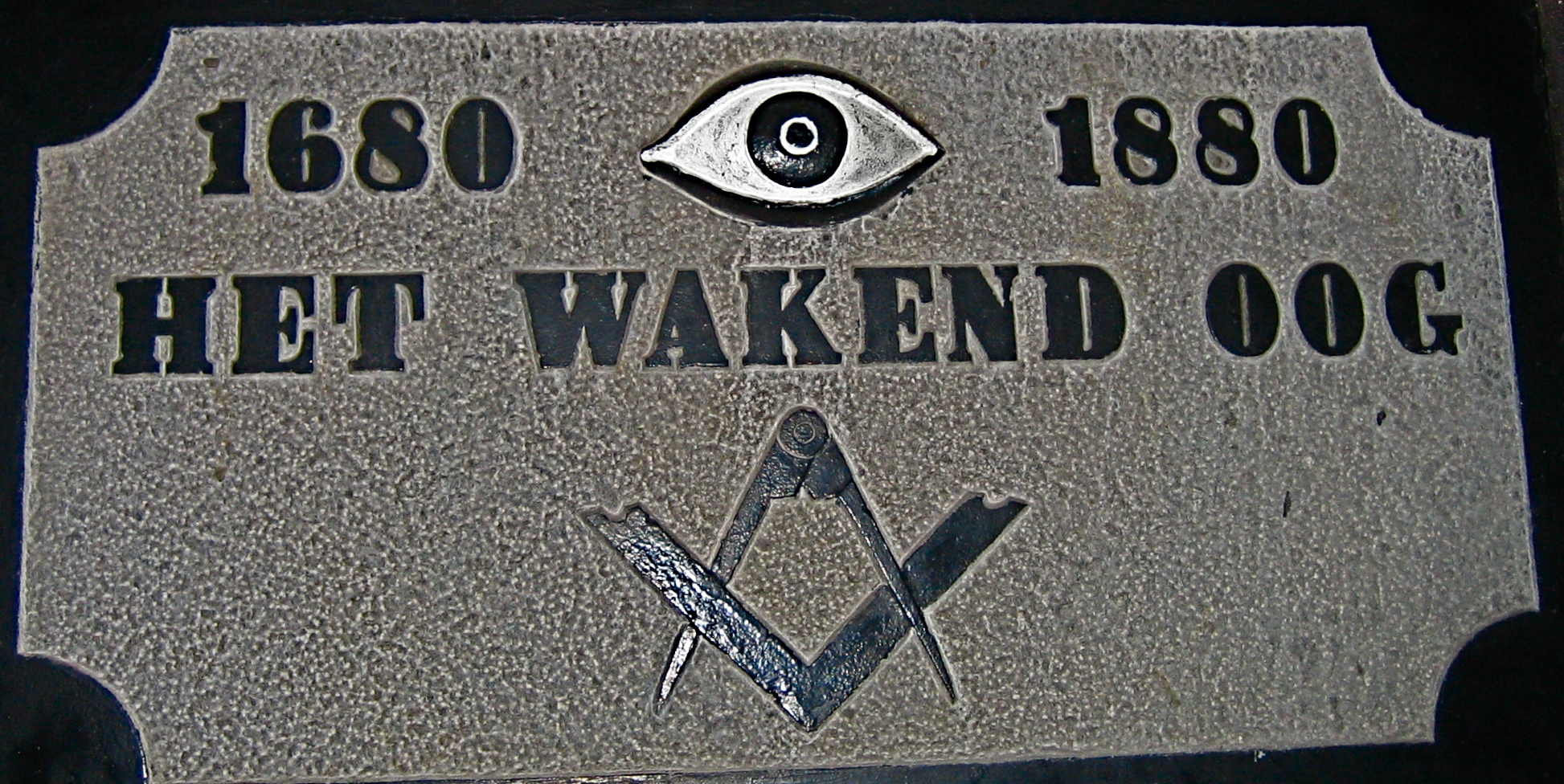
Passer en winkelhaak en alziend oog in de hal

Het gebouw is thans in gebruik als koffiehuis.

## Plaquettes

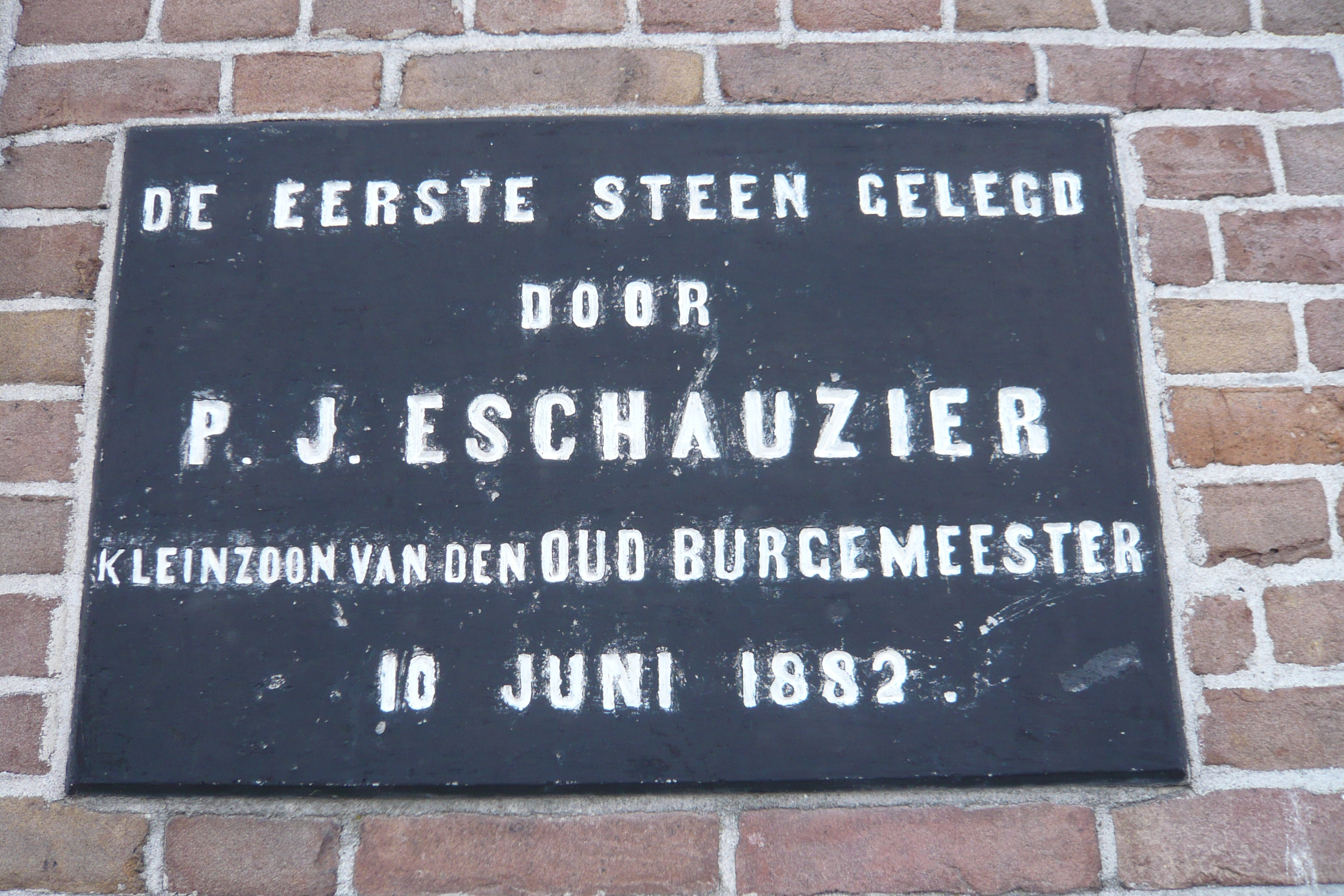
Eerstesteenlegging
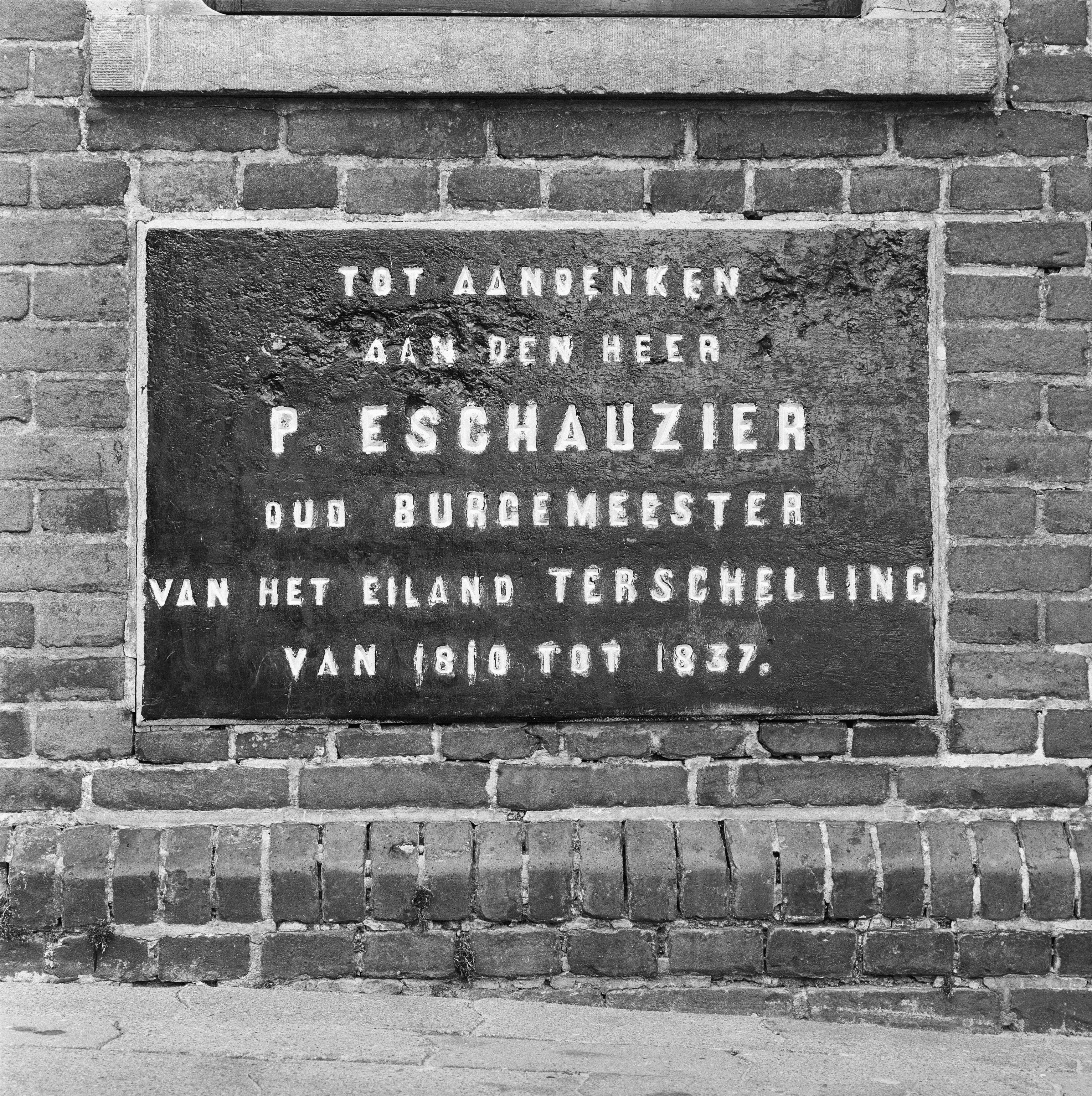
Gedenksteen P. Eschauzier
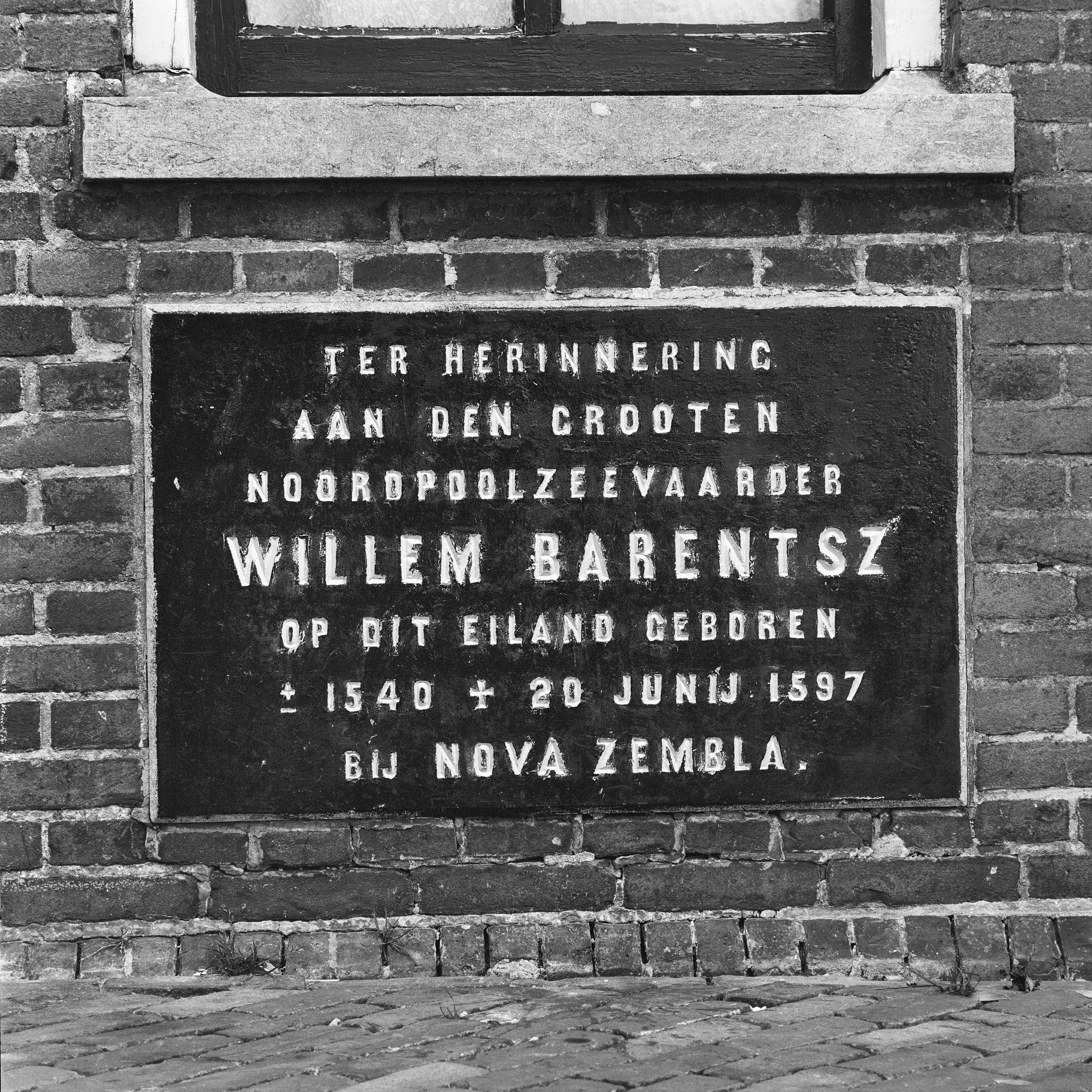
Gedenksteen Willem Barentz
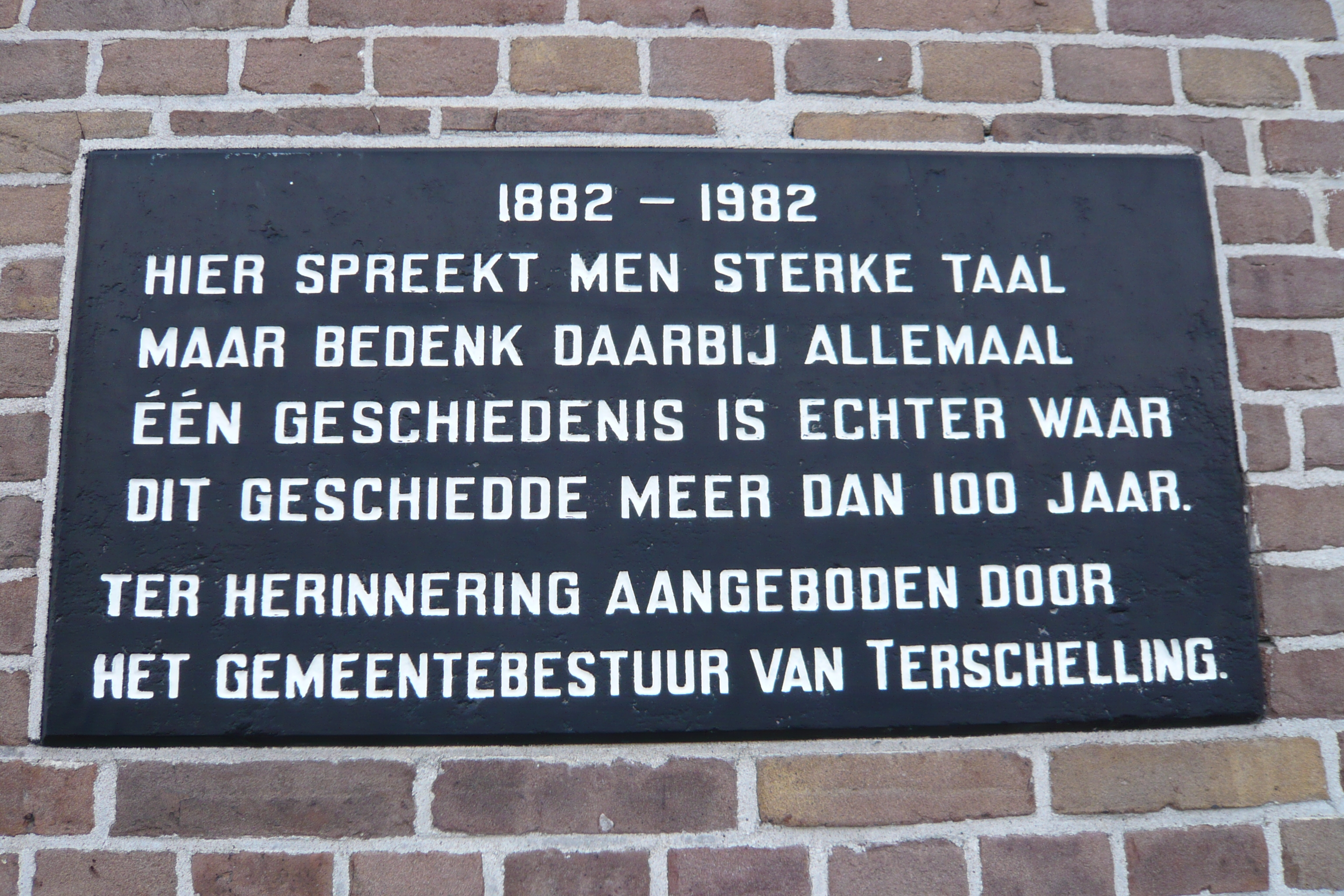
Gedicht 1882-1982